# Аденокарцинома легень
Аденокарцинома легень — це найпоширеніший тип недрібноклітинного раку легень (НДРЛ).

## Загальна характеристика
- Становить близько 40% всіх випадків раку легень [1]
- Зазвичай виникає на периферії легень, часто в рубцях або зонах хронічного запалення [1]
- Має сильну асоціацію з курінням, але це найпоширеніший підтип, що діагностується у людей, які ніколи не курили [1]

## Епідеміологія
Аденокарцинома є найпоширенішим типом раку легень у світі.

### Глобальна статистика
- Аденокарцинома становить близько 40% всіх випадків раку легень [2][3].
- У 2020 році було діагностовано приблизно 2,2 мільйона нових випадків раку легень у світі, з яких значну частку складає аденокарцинома [4].

### Гендерні відмінності
- Аденокарцинома є найпоширенішим підтипом раку легень як у чоловіків, так і у жінок [2].
- У жінок частка аденокарциноми серед усіх типів раку легень вища, ніж у чоловіків [5].

### Географічні особливості
- В США аденокарцинома складає 45% випадків раку легень серед чоловіків і 54% серед жінок [2].
- В Азії спостерігається вища частота EGFR-мутацій при аденокарциномі, особливо серед жінок (до 60%) [3].

### Тенденції
- Частка аденокарциноми серед усіх типів раку легень зростає в багатьох країнах світу [3][5].
- Це зростання особливо помітне серед некурців [6].

Важливо зазначити, що поширеність аденокарциноми легень може відрізнятися залежно від регіону, етнічної приналежності та інших факторів. Проте загальносвітова тенденція вказує на зростання частки цього типу раку легень.

## Фактори ризику
На зростання кількості випадків аденокарциноми легень впливають такі основні фактори:

### Куріння
- Куріння залишається головним фактором ризику, що спричиняє близько 80-90% випадків раку легень [7].
- Тривалість куріння та кількість викурених сигарет на день підвищують ризик [8].
- Пасивне куріння також збільшує ризик на 20-30% для некурців [8][9].

### Екологічні фактори
- Радон - другий за значимістю фактор ризику після куріння [10].
- Забруднення повітря, особливо у великих містах, підвищує ризик на 8% [8].
- Професійний вплив шкідливих речовин (азбест, миш'як, берилій, кадмій, нікель тощо) [8][7].

### Генетичні фактори
- Сімейна історія раку легень може подвоїти ризик захворювання.
- Генетичні мутації можуть підвищувати схильність до раку легень [10].

### Інші фактори
- Попередня променева терапія грудної клітки [7].
- Вік - медіанний вік діагностування раку легень становить 71 рік.
- Дієта з низьким вмістом фруктів та овочів [9].

Важливо зазначити, що аденокарцинома стає все більш поширеною формою раку легень, особливо серед некурців та жінок. Зміна складу сигарет та поява сигарет з низьким вмістом смол також могли вплинути на зростання частки аденокарциноми серед усіх випадків раку легень.

## Симптоми
Симптоми аденокарциноми легень можуть з'явитися пізно і бути менш очевидними, ніж при інших формах раку легень. Вони можуть включати:
- Втому
- Легку задишку
- Біль у верхній частині спини та грудях
- Хронічний кашель
- Кровохаркання (на пізніх стадіях)[11]

## Діагностика
Діагностика включає:
- Рентгенографію грудної клітки
- КТ-сканування
- Біопсію тканин
- Генетичне тестування на мутації (наприклад, EGFR, ALK, KRAS)[11][12]

## Класифікація
Аденокарцинома легень, як і інші види НДРЛ, класифікується за стадіями від 0 до IV:

### Стадія 0
Також відома як карцинома in situ. На цій стадії рак знаходиться лише у верхньому шарі клітин, що вистилають дихальні шляхи, і не проник глибше в тканини легень .

### Стадія I
Поділяється на підстадії IA та IB:
- Стадія IA: Пухлина розміром до 3 см, обмежена легенею [13][14].
- Стадія IB: Пухлина розміром від 3 до 4 см, все ще обмежена легенею [13][14].

На цій стадії рак не поширився на лімфатичні вузли .

### Стадія II
Поділяється на підстадії IIA та IIB:
- Стадія IIA: Пухлина розміром від 4 до 5 см [16].
- Стадія IIB: Пухлина розміром від 5 до 7 см або менша пухлина, яка поширилася на найближчі лімфатичні вузли [16][17].

### Стадія III
Поділяється на підстадії IIIA, IIIB та IIIC:
- Стадія IIIA: Пухлина будь-якого розміру, що поширилася на лімфатичні вузли середостіння на тому ж боці грудної клітки [18].
- Стадія IIIB: Пухлина поширилася на лімфатичні вузли на протилежному боці грудної клітки або над ключицею [18].
- Стадія IIIC: Великі пухлини, що поширилися на віддалені лімфатичні вузли або прилеглі структури [19].

### Стадія IV
Найбільш прогресуюча стадія, поділяється на IVA та IVB:
- Стадія IVA: Рак поширився на протилежну легеню або плевру, або утворив одиночний метастаз в іншому органі [20].
- Стадія IVB: Множинні метастази в одному або кількох віддалених органах [20].

Важливо зазначити, що стадіювання відіграє ключову роль у визначенні прогнозу та вибору оптимального лікування. П'ятирічна виживаність значно варіюється залежно від стадії: від 70-85% для стадії I до менш ніж 5% для стадії IV .

## Гістологічна характеристика
Аденокарцинома легень характеризується значною гістологічною гетерогенністю. Згідно з класифікацією Міжнародної асоціації з вивчення раку легень (IASLC), Американського торакального товариства (ATS) та Європейського респіраторного товариства (ERS), виділяють п'ять основних гістологічних паттернів росту аденокарциноми легень:
1. Лепідичний (lepidic)
2. Ацинарний (acinar)
3. Папілярний (papillary)
4. Мікропапілярний (micropapillary)
5. Солідний (solid)

### Ключові характеристики цих паттернів

#### Лепідичний паттерн
- Пухлинні клітини ростуть вздовж альвеолярних стінок
- Зберігається архітектура легеневої тканини
- Асоціюється з кращим прогнозом

#### Ацинарний паттерн
- Формування округлих або овальних залоз, що інвазують строму
- Включає високодиференційовані комплексні залозисті підтипи

#### Папілярний паттерн
- Утворення сосочкових структур з фіброваскулярною основою

#### Мікропапілярний паттерн
- Невеликі кластери пухлинних клітин без фіброваскулярної основи
- Асоціюється з гіршим прогнозом

#### Солідний паттерн
- Суцільні поля пухлинних клітин без чіткого залозистого диференціювання
- Асоціюється з гіршим прогнозом

Більшість інвазивних аденокарцином легень (>80%) демонструють комбінацію двох або більше паттернів . Для класифікації використовується переважаючий паттерн, який визначається як такий, що займає найбільший відсоток площі пухлини .

### Додаткові гістологічні особливості, які можуть зустрічатися в аденокарциномах легень
- Крибриформний паттерн: складна залозиста архітектура, асоційована з несприятливим прогнозом [23]
- Клітини з перснеподібним ядром: частіше зустрічаються в пухлинах з ALK-перебудовами [23]
- Світлоклітинні зміни: можуть спостерігатися в різних підтипах аденокарцином [23]

Гістологічна оцінка аденокарцином легень має важливе прогностичне значення. Наявність солідного паттерну асоціюється з гіршим прогнозом, тоді як переважання лепідичного паттерну пов'язане з кращими показниками виживаності .

## Метастазування
Згідно з науковими дослідженнями, аденокарцинома легень найчастіше метастазує у такі органи та тканини  :
1. Печінка - понад 35% випадків метастазування
2. Наднирники - також понад 35% випадків
3. Кістки - близько 14-15% випадків
4. Головний мозок та центральна нервова система - 12-47% випадків
5. Протилежна легеня - 32% випадків

Інші менш поширені, але можливі місця метастазування включають:
- Нирки
- Міокард
- Підшлункова залоза
- Селезінка
- Шлунок
- Кишечник
- Щитоподібна залоза

Важливо зазначити, що метастази аденокарциноми легень часто виникають одночасно в декількох органах. Патерн метастазування може залежати від віку пацієнта, статі та інших факторів. Метастази в печінку та кістки зазвичай пов'язані з гіршим прогнозом виживаності порівняно з метастазами в нервову систему.

## Лікування
Варіанти лікування залежать від стадії захворювання та можуть включати:
- Хірургічне видалення (для ранніх стадій)
- Променеву терапію
- Хіміотерапію
- Таргетну терапію (для пухлин з певними генетичними мутаціями)
- Імунотерапію
- Комбіновані підходи [11]

### Стадія 0-I
- Хірургічне втручання: Основний метод лікування. Зазвичай виконується лобектомія або менш інвазивна резекція [27].
- Стереотаксична променева терапія (SABR): Альтернатива для пацієнтів, яким не підходить операція [27].

### Стадія II
- Хірургічне втручання: Зазвичай лобектомія або пневмонектомія [27][28].
- Неоад'ювантна терапія: Хіміотерапія з імунотерапією або без неї перед операцією [28].
- Ад'ювантна терапія: Хіміотерапія, імунотерапія або таргетна терапія після операції [27][28].

### Стадія IIIA
- Мультимодальний підхід: Комбінація хіміотерапії, променевої терапії та хірургії [28][29].
- Хіміопроменева терапія: Для неоперабельних випадків [28][29].
- Імунотерапія: Може бути призначена після хіміопроменевої терапії [28].

### Стадія IIIB-IIIC
- Хіміопроменева терапія: Основний метод лікування [28][29].
- Імунотерапія: Може бути призначена після хіміопроменевої терапії [28].
- Таргетна терапія: Для пацієнтів з певними генетичними мутаціями [28].

### Стадія IV
- Системна терапія: Хіміотерапія, імунотерапія, таргетна терапія або їх комбінації [27][28].
- Паліативна променева терапія: Для полегшення симптомів [27][28].
- Паліативна допомога: Для покращення якості життя [30].

Важливо зазначити, що вибір лікування залежить не лише від стадії, але й від загального стану здоров'я пацієнта, наявності специфічних генетичних мутацій та інших факторів. Мультидисциплінарний підхід є ключовим для оптимального лікування аденокарциноми легень на всіх стадіях.

## Хімієтерапія аденокарциноми легень
Найчастіше для лікування аденокарциноми легень використовуються такі хіміотерапевтичні засоби:

### Препарати на основі платини
- Цисплатин
- Карбоплатин

Ці платинові сполуки є основою більшості хіміотерапевтичних схем при аденокарциномі легень.

### Препарати третього покоління
Часто комбінуються з платиновими препаратами:
- Паклітаксел
- Доцетаксел
- Гемцитабін
- Вінорелбін
- Пеметрексед (особливо для неплоскоклітинного раку легень)

### Найпоширеніші комбінації
- Цисплатин або карбоплатин + паклітаксел
- Цисплатин або карбоплатин + гемцитабін
- Цисплатин або карбоплатин + доцетаксел
- Цисплатин або карбоплатин + пеметрексед (переважно для аденокарциноми)

Вибір конкретних препаратів залежить від стадії захворювання, загального стану пацієнта та молекулярного профілю пухлини. Для поширеного неплоскоклітинного недрібноклітинного раку легень (який включає аденокарциному) комбінації платини з пеметрекседом стали переважними схемами через покращену ефективність та сприятливий профіль токсичності порівняно з іншими комбінаціями[ .
Важливо зазначити, що сучасні підходи до лікування часто поєднують хіміотерапію з таргетною терапією або імунотерапією, особливо при поширеному захворюванні. Конкретна схема лікування підбирається індивідуально для кожного пацієнта на основі множинних клінічних факторів .

### Інші засоби
- Етопозид - часто використовується в комбінації з іншими препаратами на основі платини [35]
- Іринотекан - іноді використовується в комбінації з іншими препаратами [36]

## Прогноз
Прогноз залежить від стадії захворювання та інших факторів:
- Для I стадії 5-річна виживаність становить 70-85%
- Для місцево-поширеного захворювання виживаність знижується до менш ніж 30%
- При віддалених метастазах менше 5% пацієнтів виживають протягом п'яти років [1]

Важливо зазначити, що прогноз покращився з появою нових методів лікування, особливо для пацієнтів з певними генетичними мутаціями, які можуть отримати користь від таргетної терапії.